# Luís Augusto Pimentel Pinto
Luís Augusto Pimentel Pinto (Chaves, 6 de Março de 1843 — Lisboa, 7 de Junho de 1913) foi um oficial general do Exército Português e político ligado ao Partido Regenerador. Entre outras funções de relevo, foi conselheiro do rei e de Estado, par do reino, deputado, ajudante de campo honorário do rei, ministro de Estado honorário, comandante da Escola do Exército, Ministro da Guerra, vogal da Secção do Exército do Supremo Conselho de Defesa Nacional e vogal da Junta do Crédito Público. Foi uma das figuras mais influentes do Partido Regenerador na década final da Monarquia Constitucional Portuguesa e autor das mais relevantes reformas da estrutura militar portuguesa levadas a cabo nesse período.

## Biografia
Nasceu em Chaves, filho do coronel João Soares Pinto, originário do Porto, e de sua esposa Maria José de Almeida Pimentel, natural de Lisboa. Destinado a seguir a carreira paterna, concluiu os estudos preparatórios como aluno do Colégio Militar, assentando praça a 15 de Agosto de 1859 na 4.ª Companhia do Regimento de Cavalaria n.º 2 (Lanceiros). Matriculou-se seguidamente na Escola do Exército, onde concluiu o curso da arma de Cavalaria.
Iniciou uma carreira militar como oficial de Cavalaria que o levaria sucessivamente a alferes a 27 de Junho de 1860, a tenente a 10 de Outubro de 1866, a capitão a 4 de Março de 1874, a major a 31 de Outubro de 1884, a tenente-coronel em 4 de Janeiro de 1888, a coronel a 13 de Agosto de 1890, a general de brigada a 23 de Dezembro de 1898, terminando a sua carreira como general de divisão, posto a que foi promovido a 15 de Junho de 1906.
A carreira militar de Pimentel Pinto desenvolveu-se essencialmente nas áreas da administração militar e da justiça militar, tendo exercido um conjunto de destacadas funções na administração central do Exército, entre as quais as de ajudante de campo de vários generais, de promotor de justiça nas 4.ª e 1.ª Divisões Militares e as de director da Administração Militar.
A sua entrada para a vida política ocorreu comparativamente tarde, por volta de 1890, quando se aproximava dos 50 anos de idade e já ocupava o posto de tenente-coronel. Em boa parte esta entrada resultou da exposição pública que obteve como promotor de justiça do 2.º Conselho de Guerra da 1.ª Divisão Militar durante o julgamento do caso Marinho da Cruz, um alferes que no dia 22 de Abril de 1886 abateu outro militar a tiro e alegou insanidade. O julgamento do caso, que se prolongou até 1888, apaixonou a opinião pública e foi alvo de uma intensa cobertura da imprensa, tornando o então major Luís Pimentel Pinto uma figura conhecida do grande público e abrindo-lhe o caminho para ser convidado a integrar a comissão encarregada de preparar a reforma do Código de Justiça Militar. A esta exposição mediática acresce a sólida amizade que entretanto estabelecera com o político açoriano Ernesto Hintze Ribeiro, um dos líderes do Partido Regenerador, personalidade que apadrinhou a sua entrada na actividade política e com a qual manteria uma relação de colaboração e de fidelidade que durou até à morte deste em 1907.
A primeira eleição de Pimentel Pinto como deputado ocorreu nas eleições gerais de 30 de Março de 1890 (28.ª legislatura da Monarquia Constitucional), quando foi o candidato do Partido Regenerador pelo círculo eleitoral de Angra do Heroísmo (Açores). A eleição por um círculo onde era virtualmente desconhecido e com o qual não tinha qualquer ligação pessoal foi o resultado da influência de José Maria Sieuve de Meneses, o 1.º conde de Sieuve de Meneses, par do reino vitalício e líder incontestado do Partido Regenerador no Distrito de Angra do Heroísmo. Outro apoiante de peso foi Jacinto Cândido da Silva, deputado regenerador angrense, que o apoiou também a pedido de Hintze Ribeiro.
Na Câmara dos Deputados, onde prestou juramento a 9 de maio de 1890, apesar de pouco conhecido e da sua importância política derivar quase em exclusivo da sua amizade com Hintze Ribeiro, impressionava pelo seu ar de belo homem, o que lhe mereceria a alcunha de Pavão. Embora não sendo dotado de brilhantismos de palavras, revelou-se um orador eficaz, com frequência caloroso e veemente na réplica, que falava apenas quando era preciso. Dedicou-se essencialmente a assuntos militares, integrando a Comissão Parlamentar da Guerra e discutindo assuntos que interessavam ao Exército e à defesa nacional. No entretanto, em Janeiro de 1891 foi nomeado director da Administração Militar.
Nas eleições gerais de 23 de Outubro de 1892 (29.ª legislatura) voltou a ser eleito pelo círculo eleitoral de Angra do Heroísmo, prestando juramento a 16 de Janeiro de 1893 para uma legislatura efémera, já que a legislatura teve uma única sessão legislativa, terminando a 15 de Julho daquele mesmo ano de 1893. Quando Hintze Ribeiro formou o 47.º governo da Monarquia Constitucional, nomeado a 22 de Fevereiro de 1893, convidou o então coronel Pimentel Pinto para a pasta de Ministro e Secretário de Estado dos
Negócios da Guerra. Permaneceria no governo, com aquela pasta, até 7 de Abril de 1896, altura em que foi substituído por José Estêvão de Morais Sarmento. Durante este período introduziu importantes reformas na estrutura militar, com destaque para as relativas ao recrutamento militar, promoções, nas quais introduziu um sistema de limite de idade, para a reorganização da instrução e dos serviços de saúde militares e para a reforma do Regulamento Disciplinar do Exército e do Código de Justiça Militar. Também promoveu a criação duma grande cooperativa militar com a sede em Lisboa e melhoria da defesa da capital, desenvolvendo trabalhos de fortificação e de melhoria das posições de artilharia costeira. Empreendeu uma reforma dos regulamentos da Ordem Militar de São Bento de Avis. A introdução de limites de idade obrigatórios levou ao afastamento por aposentação de muitos oficiais mais idosos, abrindo caminho à promoção de militares mais novos, o que lhe granjeou popularidade no Exército.
Outro aspecto relevante da sua passagem pelo 47.º governo foi a organização de expedições militares ao Ultramar, com destaque para a força expedicionária enviada para Lourenço Marques em 1895 sob o comando do então coronel Eduardo Galhardo, que se distinguiu contra os vátuas e landins, considerada ao tempo de «glorioso renome para Portugal». Desta campanha de pacificação resultou o aprisionamento e deportação para Angra do Heroísmo do líder nguni Gungunhana.  
Entretanto foi eleito novamente deputado nas eleições legislativas de 1894 e de 1895, desta feita pelo círculo eleitoral de Évora, mantendo-se na Câmara dos Deputados até ser nomeado par do reino por carta régia, tomando posse na Câmara dos Pares a 9 de Maio de 1896. Também em 1896 foi nomeado vogal da Junta de Crédito Público, cargo que manteria até 1902.
Durante o governo do Partido Progressista que se seguiu, foi a principal voz oposicionista às reformas do Exército intentadas pelo general Sebastião Teles, o Ministro da Guerra do 49.º governo da Monarquia Constitucional presidido por José Luciano de Castro. A sua insistência na «questão militar» granjeou-lhe inimizades no Parlamento, tendo travado alguns duros debates parlamentares.
Quando o Partido Regenerador voltou ao poder e Ernesto Hintze Ribeiro foi de novo convidado a formar governo, o 50.º governo da Monarquia Constitucional, Pimentel Pinto voltou ao cargo de Ministro da Guerra, cargo que exerceu de 25 de Junho de 1900 a 28 de Fevereiro de 1903. Transitou no mesmo cargo para o 51.º governo da Monarquia Constitucional, também presidido por Hintze Ribeiro, em funções de 28 de Fevereiro de 1903 até ser exonerado a 20 de Outubro de 1904. Durante estes quatro anos de governo, voltou a empreender um importante conjunto de reformas, avultando entre as que respeitam ao armamento da infantaria e da artilharia de campanha, incluindo a reforma do Arsenal do Exército, que foi equipado para fabricar o municionamento das diferentes armas utilizadas pelo Exército e para o fabrico de peças de campanha. Também promoveu obras de fortificação do Porto de Lisboa e o seu artilhamento e o estabelecimento de um campo de tiro em Alcochete. Também se notabilizou pela realização de manobras militares, com destaque para as realizadas em Outubro de 1901 nos terrenos compreendidos entre a encosta sul da Serra de Sintra, o rio Tejo e as ribeiras da Lage e da Seda. Também em Setembro de 1904 se realizaram manobras militares de Outono, a que assistiram as pessoas reais, sendo escolhida a região da Serra do Buçaco. Voltaria ao governo, embora efemeramente, novamente como Ministro da Guerra do 54.º governo da Monarquia Constitucional, também presidido por Hintze Ribeiro, em funções de 20 de Março a 19 de maio de 1906. 
Em 1901 foi escolhido por Hintze Ribeiro para integrar o Conselho de Estado, passando a aconselhar directamente o rei. Numa manifestação de confiança política, assegurou interinamente a pasta de Ministro do Reino no período de 4 de Julho a a 7 de Setembro de 1903, em substituição de Hintze Ribeiro. 
Em Agosto de 1907, na sequência da morte súbita de Hintze Ribeiro, passou a presidir à comissão executiva do Partido Regenerador, tendo contactado Júlio de Vilhena para presidir ao Partido. Foi entretanto nomeado membro do conselho fiscal do Crédito Predial Português. Manteve participação activa na Câmara dos Pares e uma posição liderante no interior do Partido Regenerador.
No entanto sua situação política fica fragilizada, em Abril de 1910, quando foi implicado no escândalo que rodeou a gestão do Crédito Predial Português.
Mesmo assim, ao tomar conhecimento da implantação da República Portuguesa, no dia 5 de Outubro de 1910, segue imediatamente para o Porto apresentando-se no Quartel General da Divisão para defender a causa monárquica, mas, é preso por elementos civis republicanos.
Regressa em 7 de outubro a Lisboa, pede imediatamente a reforma, retira-se á vida privada, ocupando-se somente da direcão do Instituto Infante D. Afonso.
Faleceu a 7 de Junho de 1913 "pobríssimo".
Ao longo da sua carreira foi condecorado com os graus de cavaleiro, grande-oficial e grã-cruz da Ordem de São Bento de Avis, por serviços distintos, e feito cavaleiro da Ordem de Nossa Senhora da Conceição de Vila Viçosa. Recebeu também as grã-cruzes da Ordem da Águia Vermelha do Reino da Prússia, da Ordem de São Maurício e São Lázaro de Itália, da Ordem do Mérito Militar de Espanha e da Ordem de Santa Ana da Rússia. Está presente na toponímia da cidade de Chaves, onde a Rua General Luís Pimentel Pinto o homenageia. 